# 은하 거주가능 영역
은하 거주가능 영역(galactic habitable zone)이란 우주생물학, 행성천체물리학에서 어떤 은하 안에서 생명이 발달할 가능성이 높은 영역을 말한다. 은하거주가능지역 개념은 항성의 금속성, 초신성 따위의 재앙이 발생하는 빈도, 지구형 행성이 형성될 수 있을 가능성, 단순한 생명이 최초 발생할 가능성, 그 생명이 진화하고 진보할 수 있는 적절한 환경이 제공될 가능성 등의 다양한 변수에 의해 결정된다. 2015년 8월 발행된 연구 결과에 따르면 매우 큰 은하가 작은 은하에 비해 생명체가 거주할 수 있는 행성이 만들어지고 발달하기에 더 좋을 것이라 한다. 우리 은하의 거주가능지역의 바깥 경계는 은하중심으로부터 약 10 킬로파섹, 안쪽 경계는 은하중심 가까이라고 생각되지만, 두 경계 현재로서 모두 확실한 위치를 비정할 수는 없다.
은하거주가능지역 개념은 문제의 "적절한 지역"을 결정하기 위한 요인들이 정량적으로 기술될 수 없다는 점으로 인해 비판의 대상이 되고 있다. 또한 컴퓨터 시뮬레이션을 돌려보면 항성들의 은하공전 궤도는 시간이 지남에 따라 심하게 변화하며 이는 은하의 특정 영역이 다른 영역보다 생명유지에 적절할 것이라는 관점에 반대되는 상당한 도전이 되고 있다.

## 같이 보기
- 타원은하
- 페르미 역설
- 행성 거주가능성
- 희귀한 지구 가설
- 외계의 지적생명탐사
- 나선은하
- 테라포밍